# Stefano Maniscalco
Stefano Maniscalco (Palermo, 15 maggio 1982) è un karateka italiano.
È stato:
- campione del mondo per 2 edizioni Seniores
- 5 volte campione d'Europa
- 17 campione italiano
- 3 volte medaglia d'oro dei giochi del mediterraneo
- medaglia d'argento ai World Games
- medaglia di bronzo ai Combat Games

per quanto riguarda la WKF.
Stefano ha posato per la copertina della rivista For Men Magazine, mensile della Cairo Editore.
Ha partecipato nel Novembre 2015 alla trasmissione Monte Bianco - Sfida verticale, reality show di Rai 2.
Ha partecipato alla trasmissione i Soliti ignoti, La Dea Bendata, alla Prova del cuoco e a Quelli che il Calcio.
Ha girato 2 film come co-protagonista:
- Karate Man con Claudio Fragasso nel 2020
- The Specials con Daniele Malavolta nel 2021

Nel 2021 durante le Olimpiadi di Tokyo, è stato commentatore sportivo sulla disciplina karate durante la trasmissione Il circolo degli anelli su Rai2.
Dal 2024 è detentore di Guinness World Record avendo partecipato al programma “Lo show dei record”, condotto da Gerry Scotti in prima serata, ottenendo il riconoscimento con la prova: 98 calci su una solo gamba in un minuto con il limite di 60 ampiamente raggiunto e battuto.